# دنیز بایکال
دنیز بایکال (به ترکی استانبولی: Deniz Baykal) (زادهٔ ۲۰ ژوئیه ۱۹۳۸ در آنتالیا – درگذشتهٔ ١١ فوریهٔ ٢٠٢٣ در آنکارا) سیاست‌مدار اهل ترکیه بود که از سال ۱۹۹۲ تا ۲۰۱۰ رهبری حزب جمهوری‌خواه خلق را برعهده داشت.
بایکال در دانشگاه‌های برکلی، کلمبیا و آنکارا در رشتهٔ اقتصاد تحصیل کرده و استاد دانشگاه آنکارا بود. در سال ۱۹۷۳ به نمایندگی مجلس از حزب جمهوری‌خواه خلق انتخاب شد و از فعالیت دانشگاهی کناره گرفت.